# Aulacophora palliata
Aulacophora palliata là một loài bọ cánh cứng trong họ Chrysomelidae. Loài này được Schaller miêu tả khoa học năm 1783.